# Museo archeologico di Nauplia
Il Museo Archeologico di Nauplia è un museo a Nauplia nell'Argolide, in Grecia. Espone reperti del periodo neolitico, calcolitico, ellenico, miceneo, classico, ellenistico e romano provenienti da tutta l'Argolide meridionale. Il museo si trova nella piazza centrale di Nauplia. 
I reperti provengono da Tirinto, Midea, Karzama e Dendra.

## Storia

### Grotta di Franchthil
I reperti più antichi dei musei sono i focolari di argilla del Paleolitico provenienti dalla gola di Kleisoura vicino a Prosymna (32.000-21.000 a.C.), così come strumenti in pietra e osso, conchiglie, lische di animali e pesci, gioielli realizzati con questi materiali che documentano il passaggio dalla caccia-raccolta all'agricoltura recuperati dalla grotta di Franchthi.  

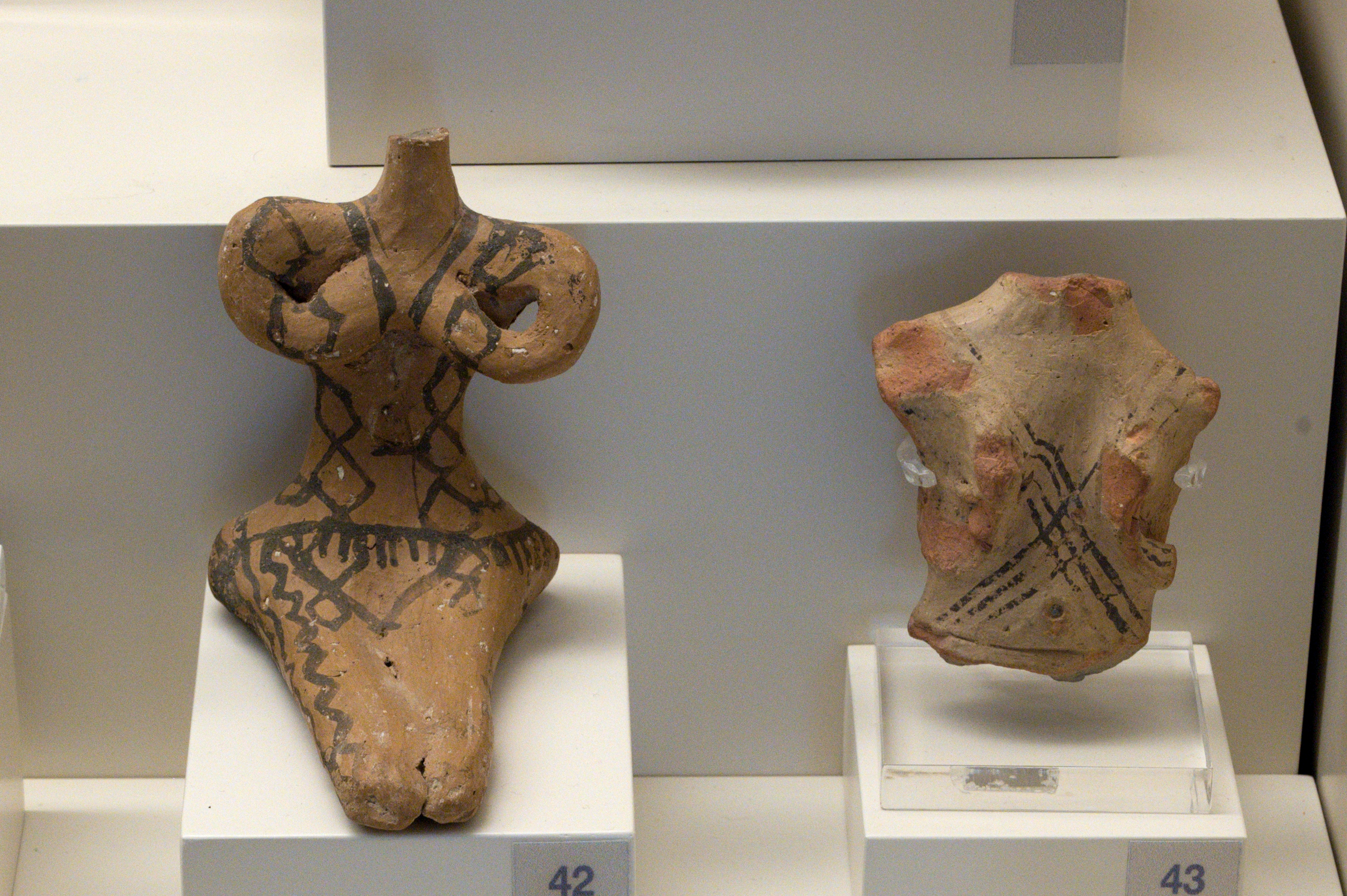
Figurine femminili neolitiche, 5300-4500 BCE

Questo sito archeologico, scavato tra il 1967 e il 1976, fornisce una serie ininterrotta di depositi che coprono il periodo che va dal 20.000 a.C. circa (e probabilmente anche prima) fino al 3000 a.C. circa, rappresentando la più lunga sequenza occupazionale continua registrata da qualsiasi sito in Grecia, come determinato dall'analisi del radiocarbonio (C-14).

### Paleolitico
Gli studiosi ipotizzano che gli abitanti della grotta fossero probabilmente cacciatori-raccoglitori stagionali, poiché gli archeologi non hanno trovato prove di abitazioni durante i mesi invernali sulla base dell'analisi dell'assemblaggio botanico. Gli strumenti tipici trovati erano realizzati in selce, oltre a una piccola quantità di ossidiana, tra cui una lama posteriore, un minuscolo strumento da taglio multiuso e piccoli raschietti (per rimuovere la carne dalle pelli), ma non ceramiche.

### Periodo mesolitico
Le prove archeologiche indicano una pausa di 300-600 anni tra il Paleolitico e il Mesolitico. Gli studiosi indicano mutamenti nei resti animali e negli assemblaggi botanici che potrebbero suggerire un cambiamento dell'ambiente verso una foresta più aperta. Sono stati recuperati microliti di ossidiana (suggerendo che l'ossidiana sia stata ottenuta da Melos a circa 150 km di distanza) e sepolture umane (inumazione e cremazione), insieme a macine di andesite, indicando che la grotta di Franchthi era abitata su base più permanente.

### Periodo neolitico
La collezione di vasi fittili e figurine fittili antropomorfe e zoomorfe del museo testimoniano l'evoluzione culturale avvenuta durante il periodo neolitico. Gli archeologi hanno scoperto resti di pecore e capre addomesticate, la comparsa di forme addomesticate di grano, orzo e lenticchie, nonché strumenti di pietra levigata e un aumento significativo di macine ed elementi falcianti utilizzati per tagliare le piante. I vasi in ceramica del primo Neolitico sono ceramiche brunite scure monocrome cotte a temperature relativamente basse. Una piccola percentuale è dipinta con motivi rossi o rosso-marroni. Sorprendentemente, gli studiosi hanno ipotizzato che questi vasi fossero probabilmente solo oggetti d'arte utilizzati per l'esposizione in base alla loro forma, dimensione e decorazione, nonché segni di usura e riparazione. Si pensa che un piccolo vaso di argilla con piede trovato nella tomba di un bambino indichi lo sviluppo dello status ereditario in questo periodo.
La ceramica del Neolitico medio nelle collezioni del museo, chiamata Urfirnis, è più uniforme e più leggera rispetto agli esempi precedenti. Gli studiosi pensano che i ceramisti avessero chiaramente imparato a purificare la loro argilla più accuratamente e a cuocere i loro prodotti a temperature più elevate (circa 800 ° C), in lotti significativamente più grandi. Queste ceramiche riflettono anche l'applicazione di una barbottina o di un lavaggio rossastro e la varietà di forme e le indicazioni di scolorimento termico indicano il loro uso come recipienti di cottura. I corredi funerari, tra cui strumenti in osso, lame di ossidiana e ceramiche indicano l'accumulo di beni personali e lo sviluppo di uno status sociale gerarchico.
L'esposizione del museo di pregiata ceramica brunita nera risale al tardo neolitico. È decorata con un "fantasma" di vernice bianca che dà l'impressione di un negativo sulla superficie nera. Di questo periodo vengono presentate anche ceramiche con un motivo scuro su chiaro dipinto con vernice opaca a base di manganese.

## I reperti più importanti
- Panoplia di Dendra
- Reperti dalla grotta di Franchthi
- Reperti della necropoli di Dendra

## Ritrovamenti del periodo elladico

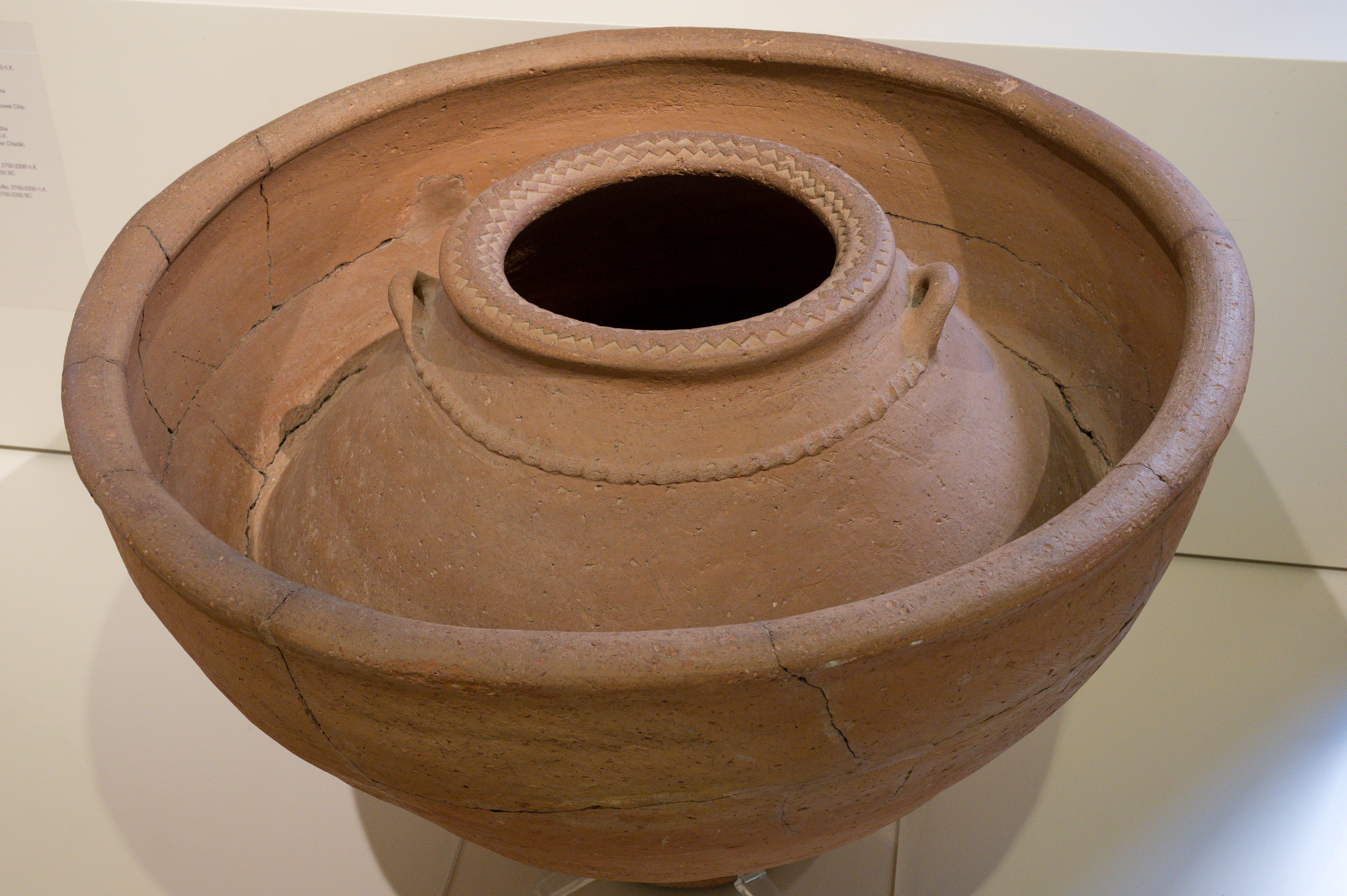
Cantinetta per il vino, Tirinto, 2700-2200 BCE

Il primo periodo elladico (3300-2100/2000 a.C.) è rappresentato da reperti provenienti da Tirinto, Asine, Berbati e Palaia Epidauro. I manufatti del primo periodo elladico includono ceramiche, sigilli in pietra, argilla e bronzo, sigilli in argilla, strumenti in osso, statuette in marmo delle prime Cicladi, un focolare in argilla di Berbati e una cantinetta per vino ben conservata da Tirinto risalente al 2700-2200 a.C.
Vasi e altri manufatti provenienti dagli insediamenti medio-elladici di Tirinto, Asine, Berbati e dal cimitero di Palamidi-Pronoia a Nauplia e Midea coprono l'intero arco cronologico del periodo medio elladico (2100/2000-1600 a.C.), la cultura che ha costituito il substrato della cultura micenea.

### Tirinto

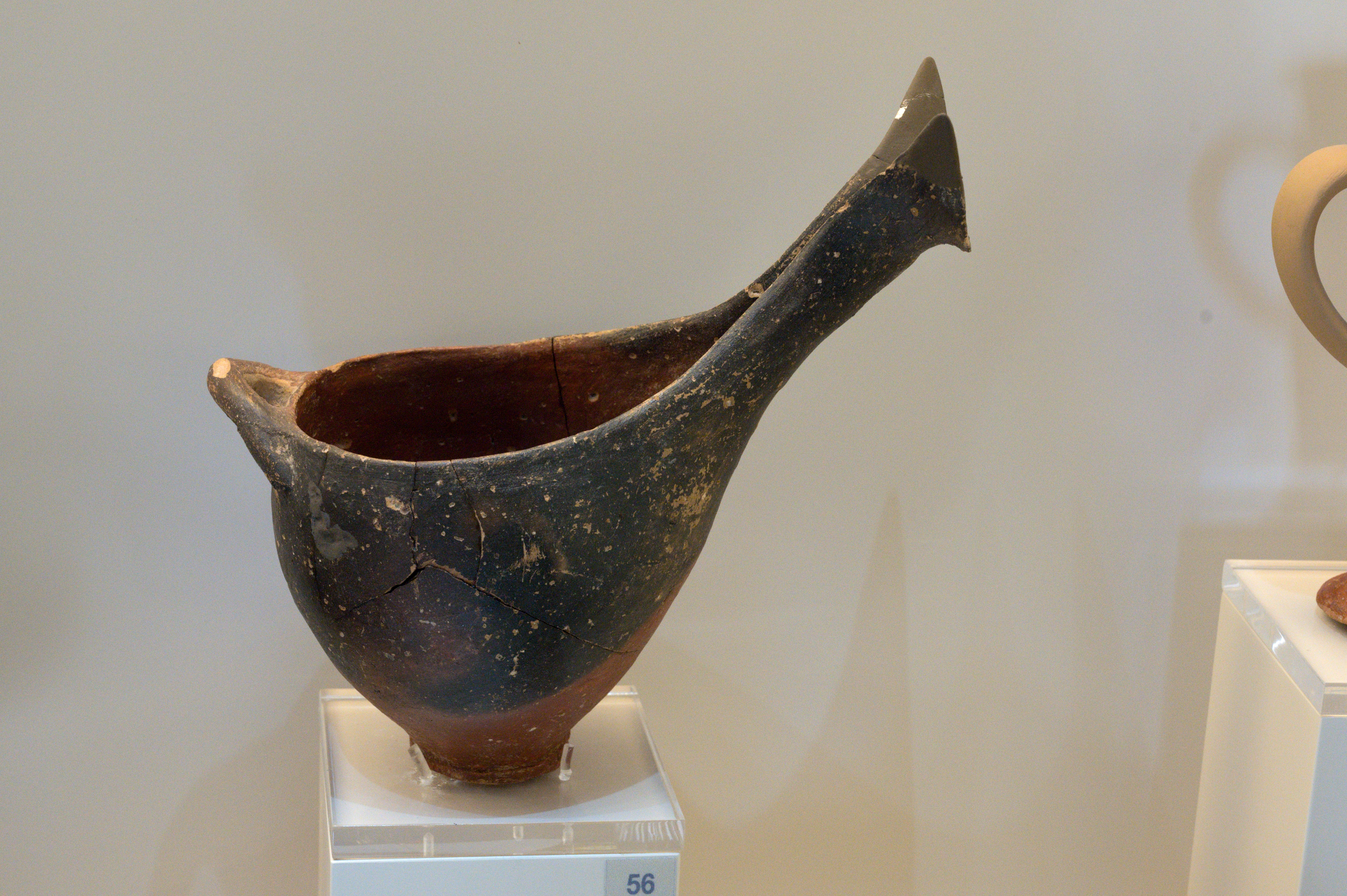
Salsiera. Tirinto, 2700-2200 BCE

Tirinto era una fortezza collinare nella penisola di Argolide con un'occupazione che risale a settemila anni fa. Fu originariamente scavato da Heinrich Schliemann nel 1884-1885 ed è oggetto di scavi da parte dell'Istituto archeologico tedesco di Atene e dell'Università di Heidelberg. Un fiorente insediamento pre-ellenico situato a circa 15 km a sud-est di Micene fu costruito sul sito durante la metà del III millennio a.C. e comprendeva una fortificazione circolare costituita da due muri concentrici in pietra. 

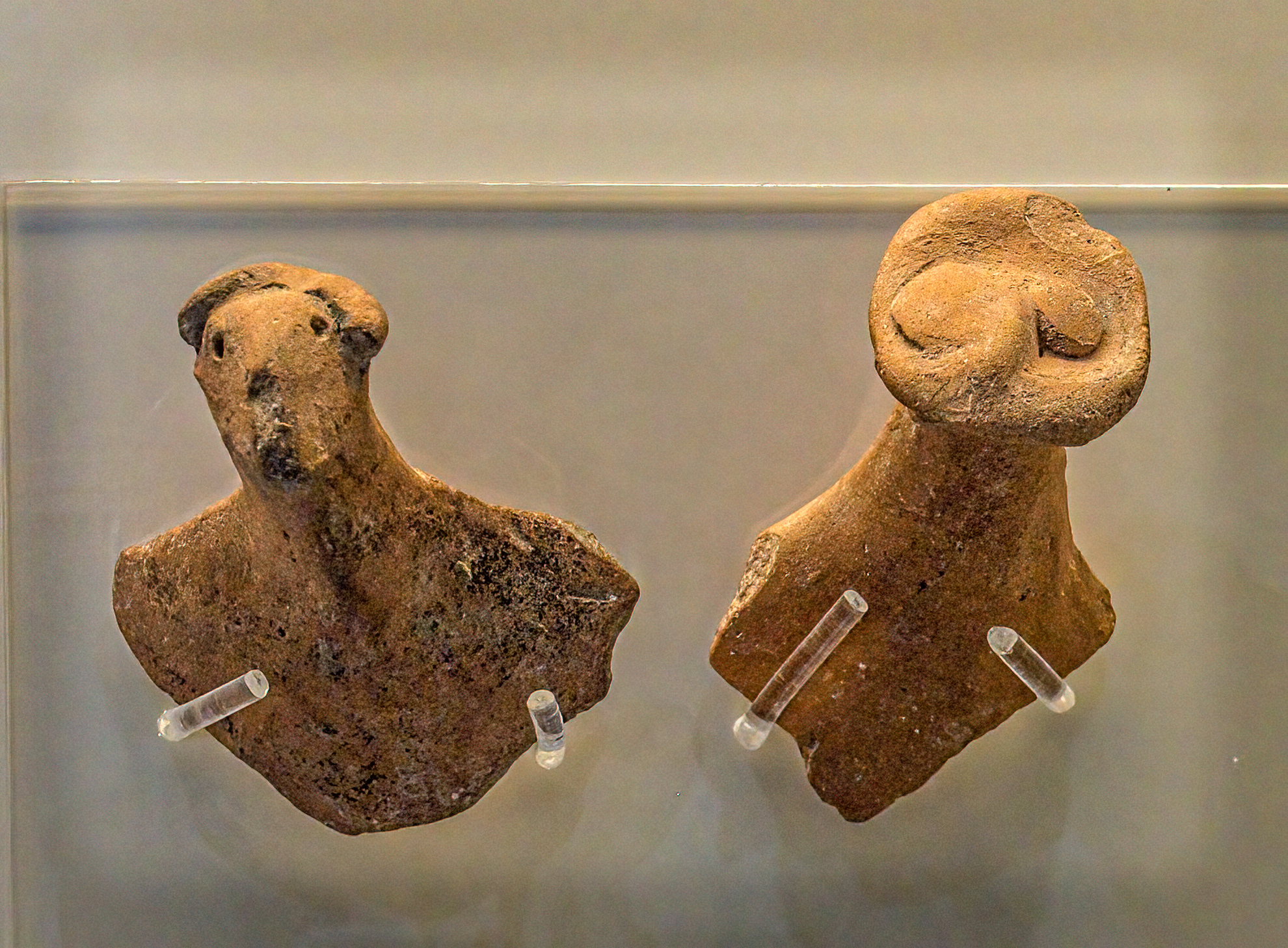
Frammenti di figurine, Tirinto, 2700-2000 BCE

I primi abitanti greci, i creatori della civiltà medio-elladica e della civiltà micenea in seguito, si stabilirono a Tirinto all'inizio del periodo medio elladico (2000-1600 a.C.). L'Acropoli fu costruita in tre fasi: la prima alla fine del periodo Tardo Elladico II (1500-1400 a.C.), la seconda nel Tardo Elladico III (1400-1300 a.C.) e la terza alla fine del Tardo Elladico III B (1300-1200 a.C.). La città conobbe il suo massimo sviluppo durante il periodo miceneo ma subì il disastro che colpì i centri micenei alla fine dell'età del bronzo. Non fu abbandonata, tuttavia, poiché le prove archeologiche indicano che fu abitata ininterrottamente fino alla metà dell'VIII secolo a.C.

### Asine
Anche Asine era una città dell'antica Argolide, menzionata da Omero nell'Iliade come sotto il regno di Diomede, re di Argo. Si dice che sia stata fondata dai Driopi, una tribù aborigena dell'antica Grecia, quando Eracle e i Maliani li cacciarono dalle valli del Monte Oeta e diedero la loro terra ai Dori.

### Berbati
Berbati, l'antico nome di Prosymna, era un altro sito dove gli archeologi hanno trovato resti risalenti al Neolitico. Divenne un sito per la produzione di ceramica e i suoi vasi furono esportati in tutto il nord-est del Peloponneso. Nel 1878, nell'area dell'antica Prosymna, Panagiotis Stamatakis trovò una tomba a forma di tholos che fu costruita in epoca micenea e che fu riutilizzata anche in epoche successive. Le indagini archeologiche continuarono sotto gli auspici dell'Istituto Svedese di Atene negli anni '30 e poi durante gli anni '80 e '90 quando furono trovate due aree di insediamento su due lati diversi del pendio della collina di Mastos, appartenenti rispettivamente al periodo Antico e Tardo Elladico.

## Galleria d'immagini

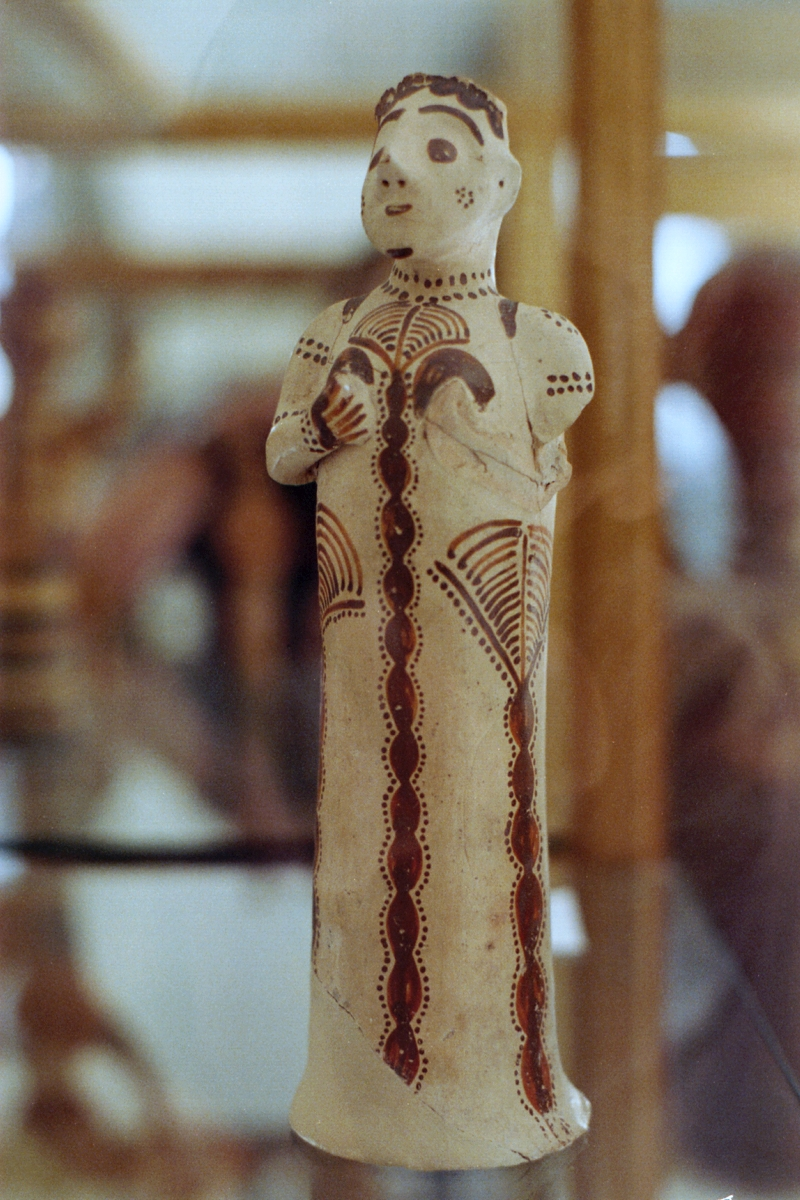
Figura femminile micenea
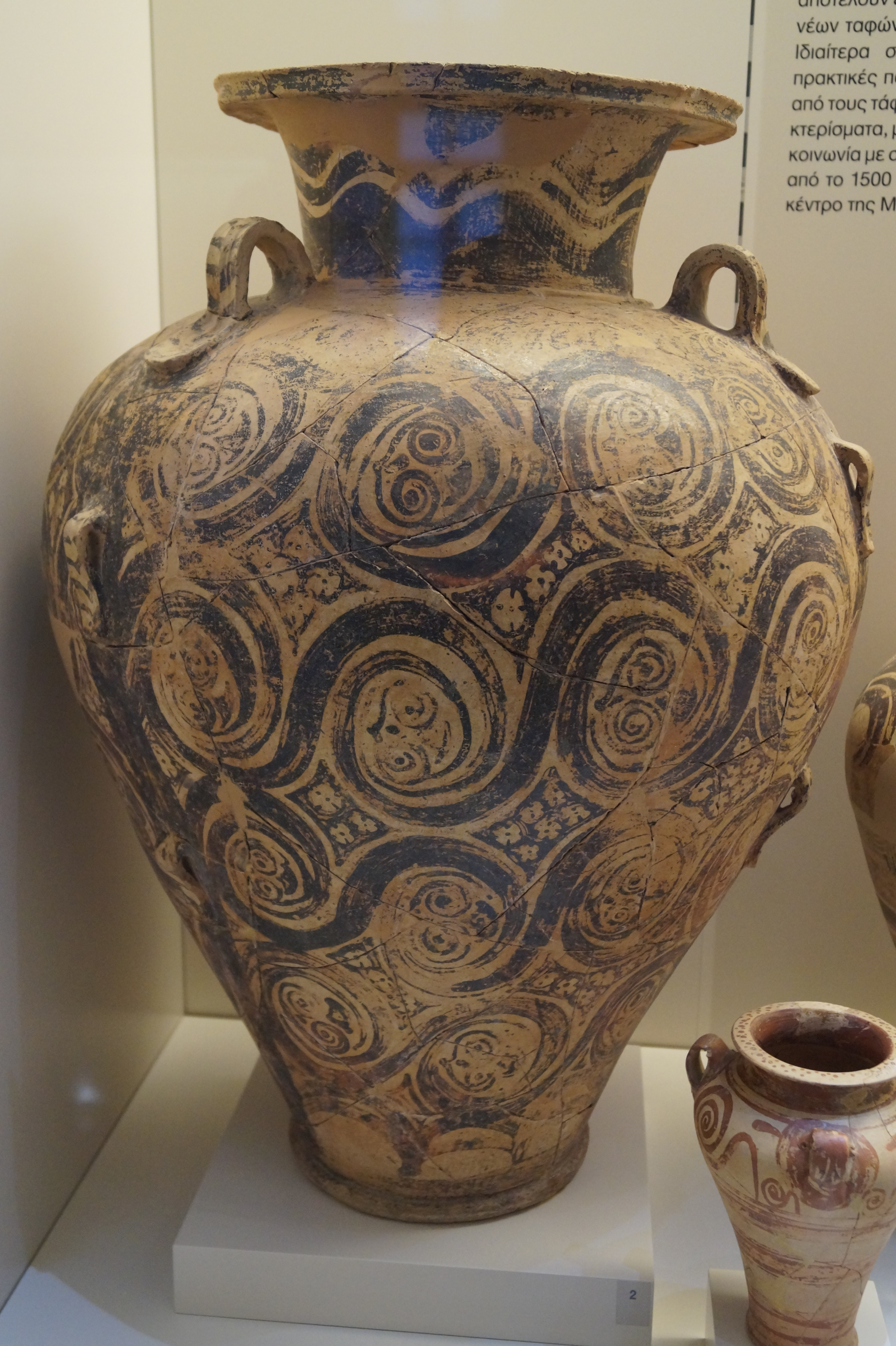
Vaso da Dendra
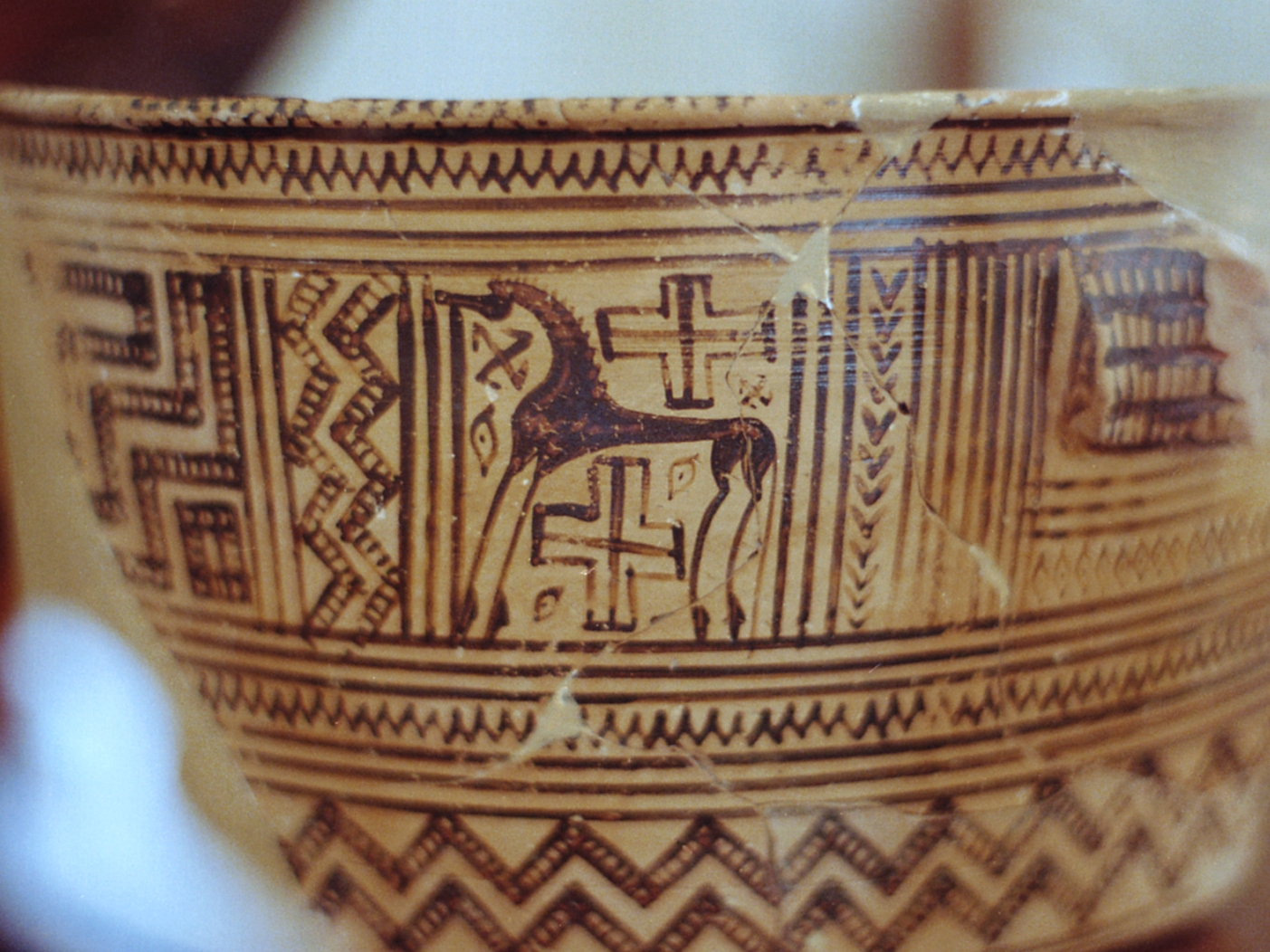
Vaso dell'VIII sec a.C.
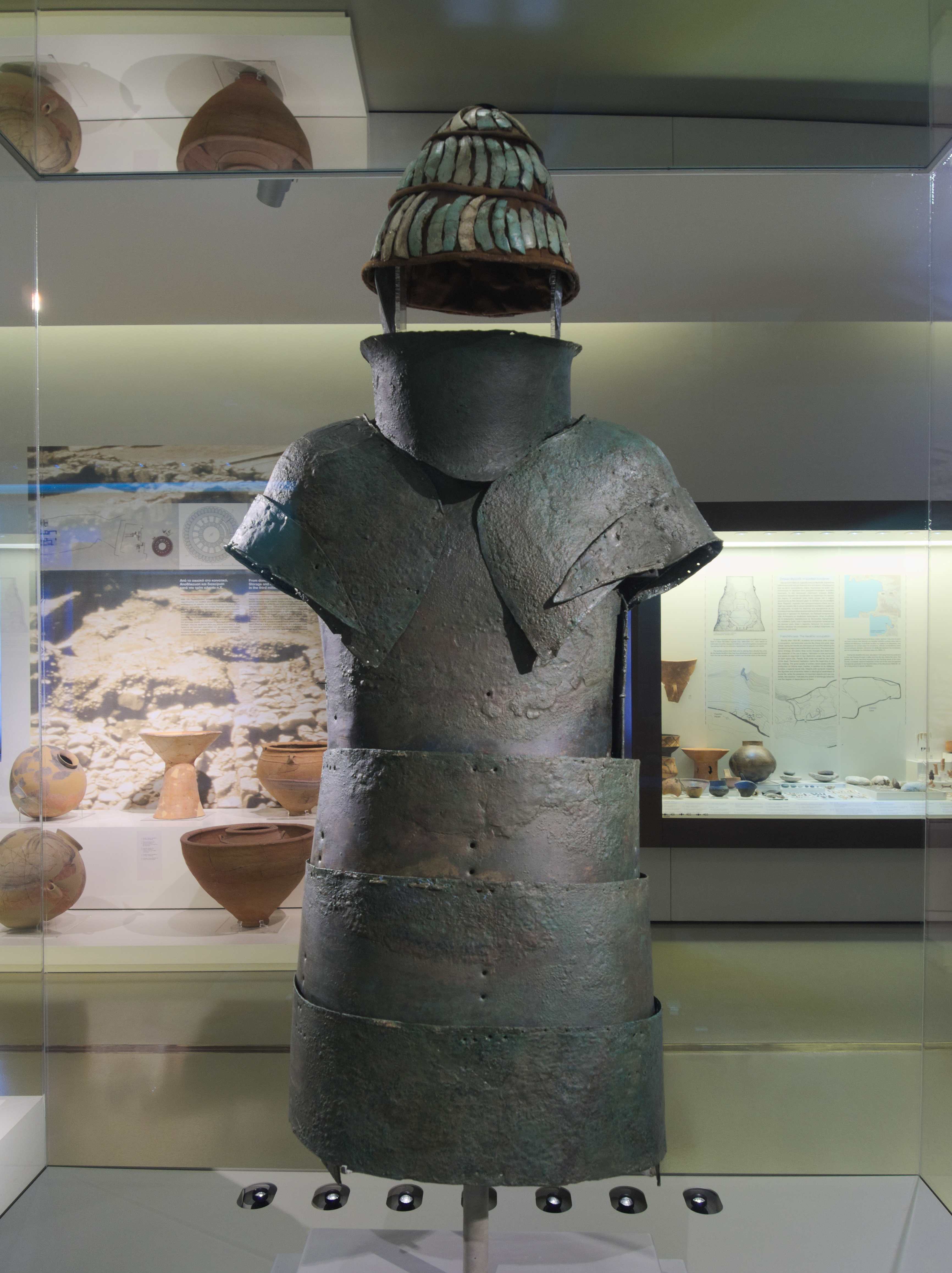
Panoplia di Dendra